# Ingesnoerde torenspits

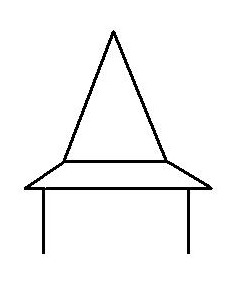
Een schematische weergave van een geknikte ingesnoerde torenspits.

Een ingesnoerde torenspits of ingesnoerde spits is een torenspits die vlak boven de voet van de spits smaller wordt. Deze vorm ziet er voor torenspitsen sierlijker uit dan een volledig rechte torenspits en geeft een ingezwenkte vorm een ranker silhouet. Behalve uit esthetische overwegingen kan een insnoering ook uit praktische overwegingen worden toegepast. Bij een ingesnoerde torenspits kan het gewicht van de constructie direct rusten op de muur. Tevens zorgt een overstek van de dakschilden dat het regenwater van de muur afgehouden wordt.
De dakvoet van een ingesnoerde torenspits kan zowel geknikt als hol gebogen zijn. Deze laatste wordt dan een hol ingesnoeide torenspits genoemd.
Wanneer de helling van een dak niet zo steil is, spreekt men niet zo gauw over een ingesnoerde torenspits, maar eerder over een tentdak met een geknikte dakvoet. Wanneer de spits heel erg steil is met een hoek van meer dan 70 graden wordt het een ingesnoerde naaldspits genoemd.

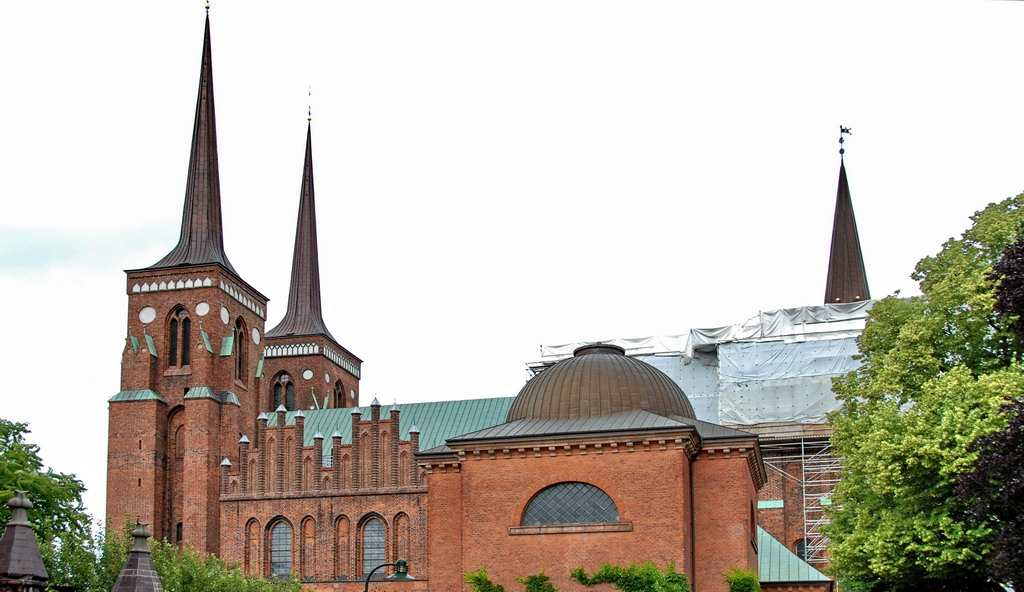
Links twee gebogen ingesnoerde torenspitsen op de torens van de Kathedraal van Roskilde.
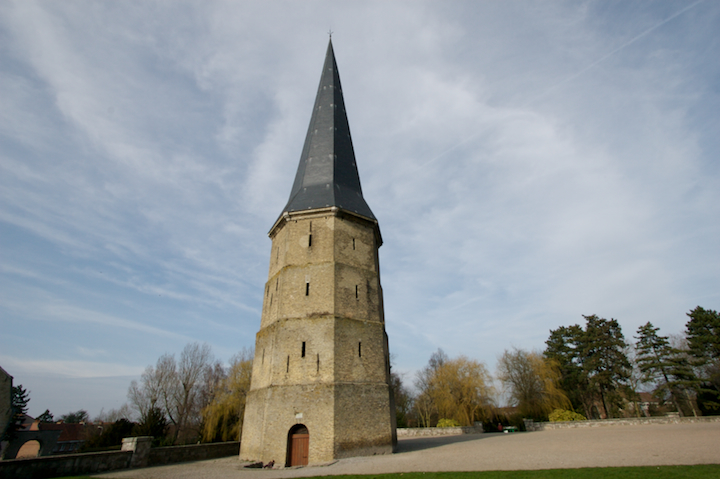
De geknikt ingesnoerde torenspits op de toren van de Sint-Winoksabdij in Sint-Winoksbergen.
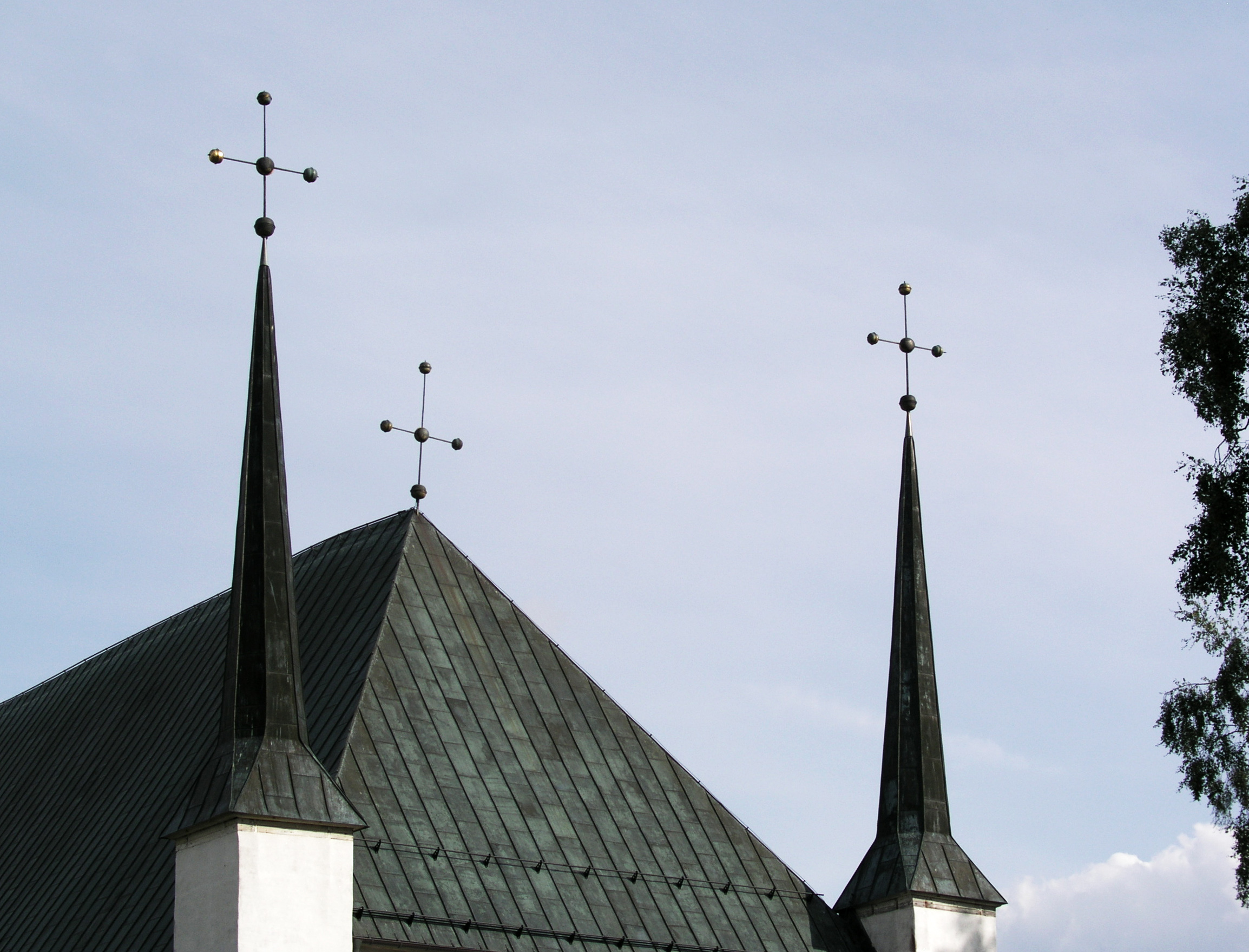
De Björklinge kyrka met twee geknikt ingesnoerde naaldspitsen.

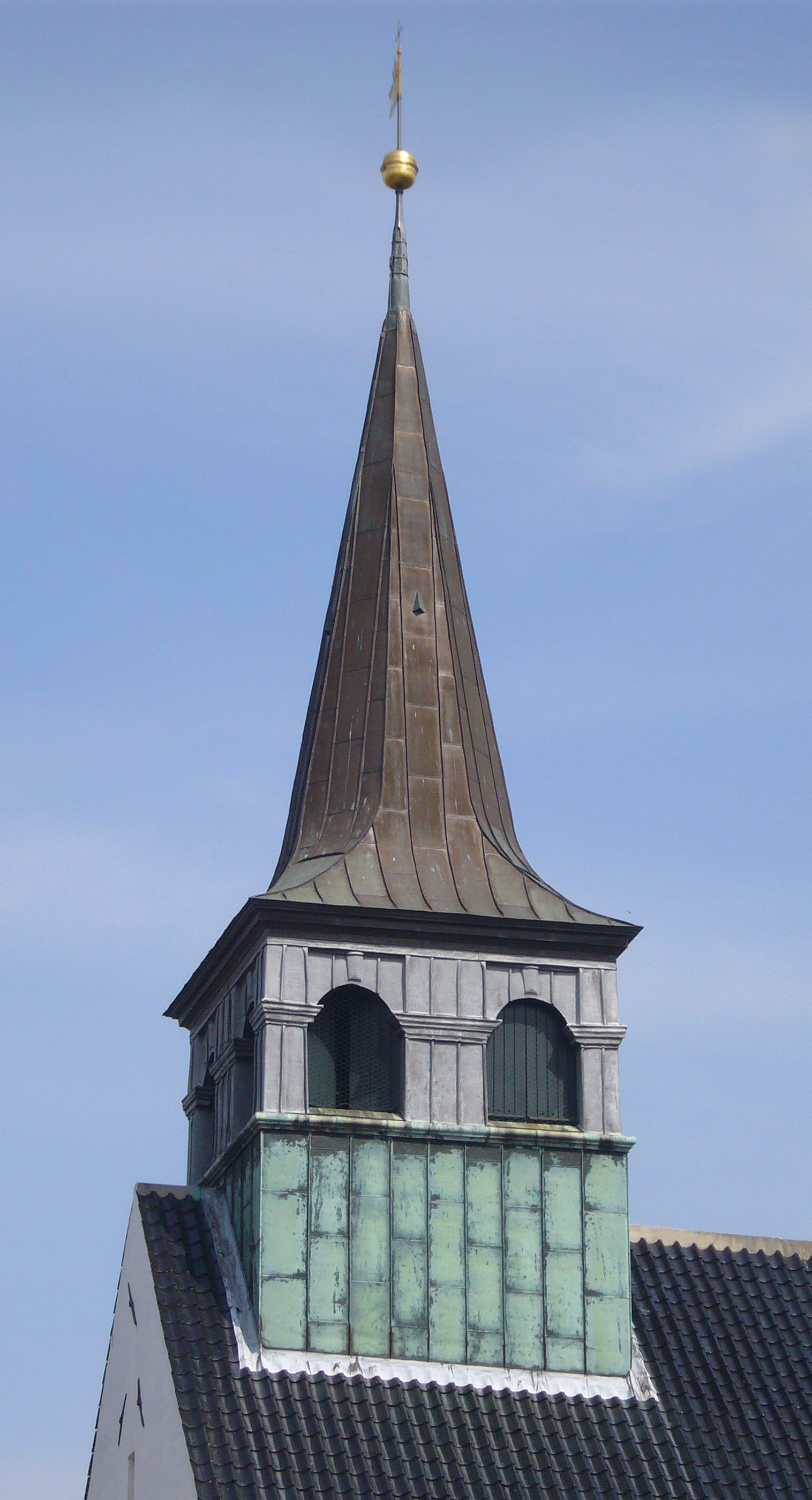
Een gebogen ingesnoerde torenspits op de Store Magleby Kirke.
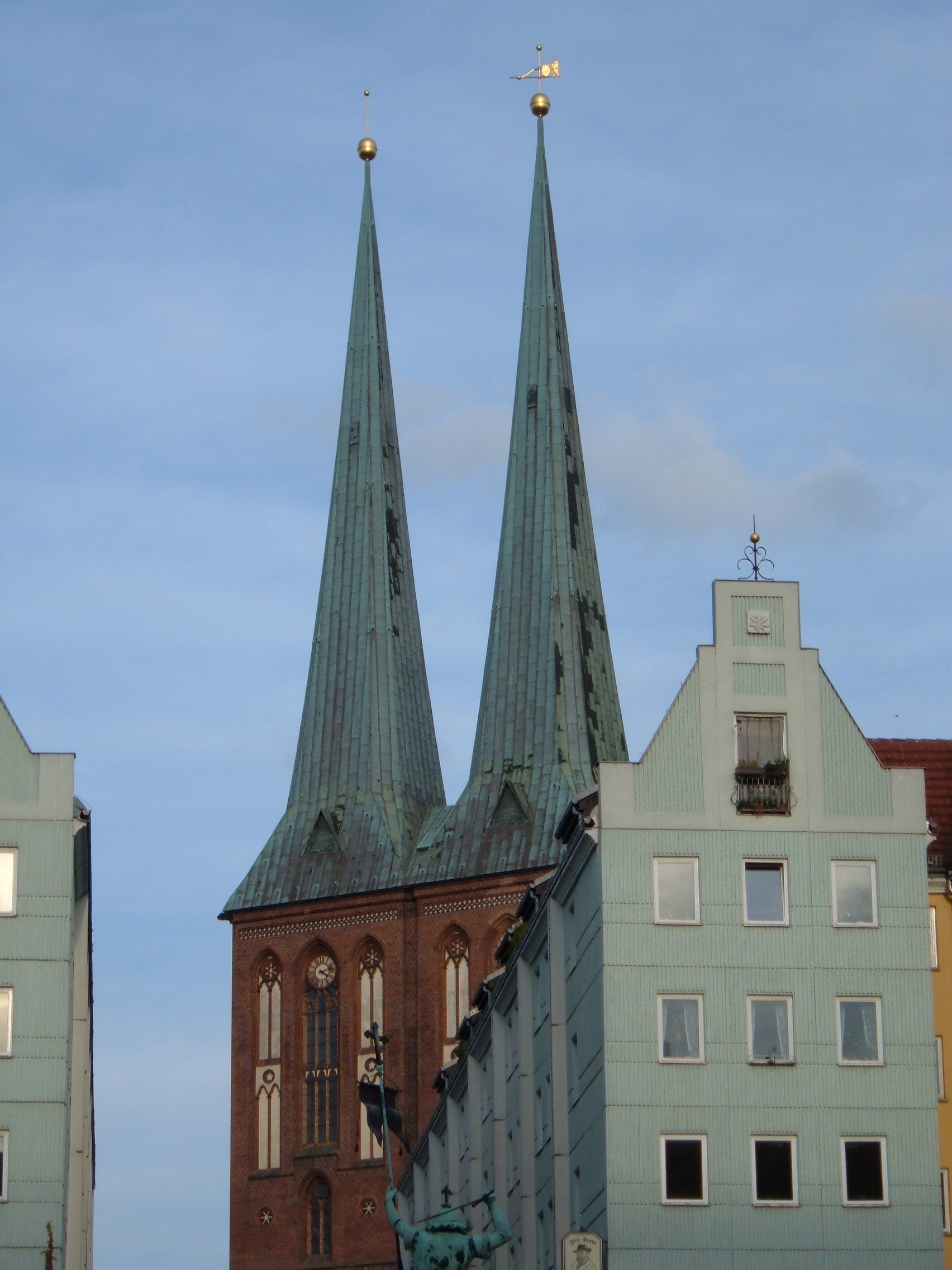
De geknikte ingesnoerde torenspitsen op de Nikolaikirche in Berlijn.

achtkantige tussen vier topgevels · afgeknot · erker/arkeltorentjes · flankerende torentjes · gedraaid · gemetseld · ingesnoerd · klokvormig · kruisdak · naald · parabool · rombisch/ruit · ui